# Reino de Belgim
O Reino de Belgim foi um reino do início da Idade Média no centro do Nordeste da África. De acordo com Iacubi, é uma das seis entidades políticas dos bejas na região durante o o século IX. O território do reino era localizado entre Assuã e Maçuá.